# 利比亚民众国广播公司
利比亚民众国广播公司（阿拉伯语：‎，简称LJBC）是卡扎菲时代利比亚的国营广播机构。

## 简介
利比亚民众国广播公司的前身是1957年建立的“Radio Libya”，由美国和联合国教科文组织共同协助建立；1968年，利比亚的国家电视台建立，同样由美国出资。1969年，利比亚爆发“绿色革命”，新上台的卡扎菲政府将全国的广播电视收归国有，并于1974年建立了“利比亚民众国广播公司”。2011年利比亚内战期间，该台还开播了英语卫星电视频道。2011年8月22日，利比亚全国过渡委员会武装攻占了利比亚民众国广播公司，节目在格林尼治时间当天14:00停播。
2014年，卡扎菲的支持者重建了原为利比亚民众国广播公司旗下的“Al-Jamahiriya TV”频道，仍使用卡扎菲时代的台标。